# Autogolpe de Estado en Francia de 1851
El 2 de diciembre de 1851 se produjo un autogolpe de Estado en Francia encabezado por el hasta aquel momento presidente de la República Francesa, Luis Napoleón Bonaparte, quien pretendía perpetuarse en el poder a pesar del rechazo a la reforma constitucional que le hubiera permitido maniobrar conforme al derecho.
El entonces presidente de Francia, Carlos Luis Napoleón Bonaparte disolvió la Asamblea Nacional convirtiéndose en dictador, un año antes de la proclamación del Imperio, aunque este dejaría de existir al ser capturado el emperador Napoleón III en la batalla de Sedán, el 2 de septiembre de 1870.

La causa y el problema aconteció al final de su mandato de presidente, ya que no podía ser reelegido. Así, el 2 de diciembre de 1851 dio un golpe de Estado reclamado por la población francesa para instituir el Segundo Imperio francés. Encontró muy poca resistencia entre los diputados. El único foco de resistencia se encontró en París y sus alrededores.

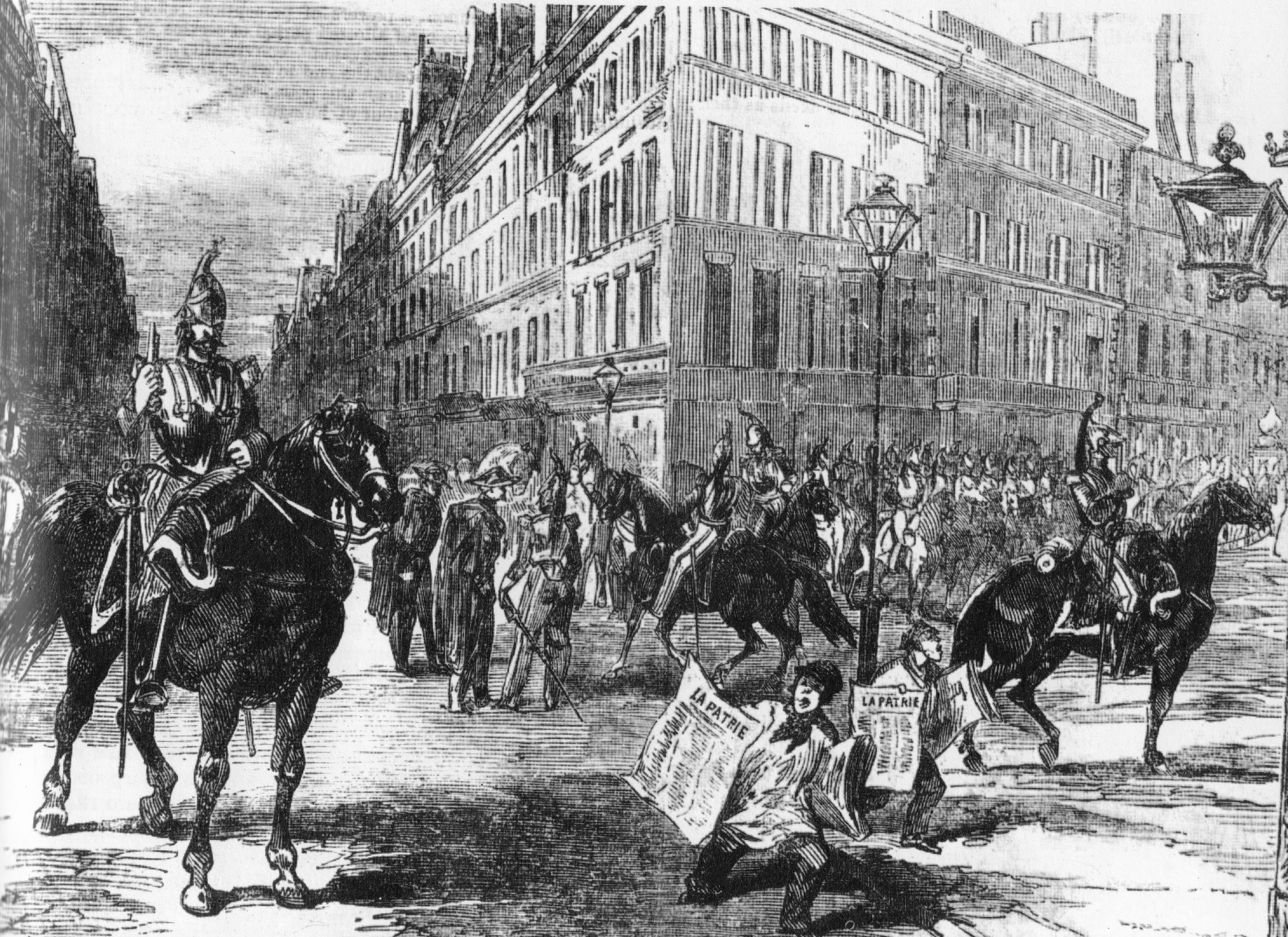
Tropas de caballería desplegadas por las calles de París.

## Consecuencias

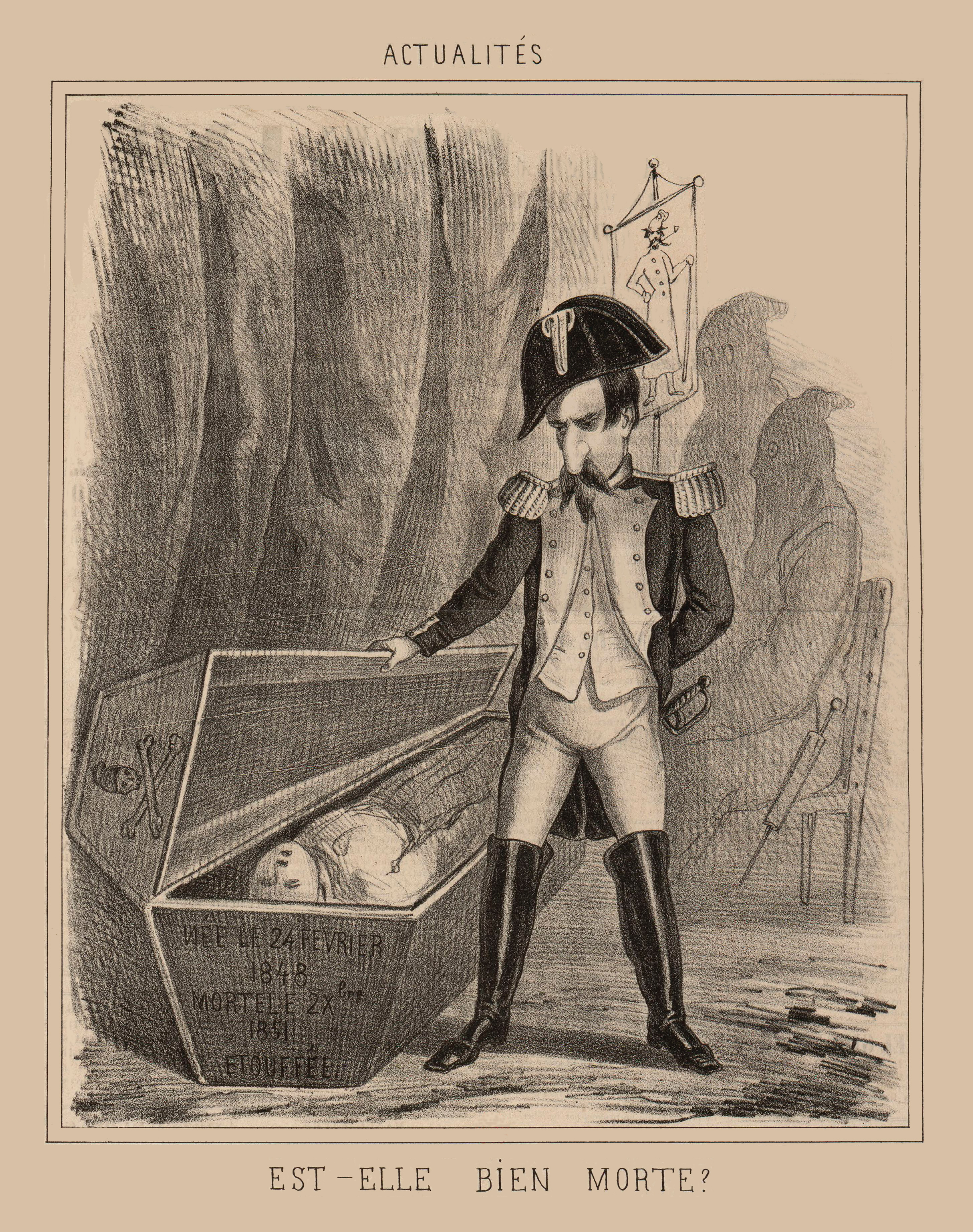
"¿Está realmente muerta?" », pregunta Luis Napoleón Bonaparte mientras levanta la tapa del ataúd donde yace la República “nacida el 24 de febrero de 1848, muerta el 2 de diciembre de 1851, asfixiada”. Al fondo, podemos ver a dos penitentes encapuchados realizando una vigilia fúnebre y una pancarta que representa a Ratapoil. Litografía anónima de la serie “Actualités”, edición belga del periódico satírico Le Charivari.

Tras un referéndum en diciembre de 1851, se adoptó una nueva constitución en enero de 1852. Amplió drásticamente los poderes del presidente, quien fue elegido por un período de 10 años sin límites de mandato. No solo poseía el poder ejecutivo, sino que estaba investido con el poder de la iniciativa legislativa, reduciendo así el alcance del Parlamento. Louis-Napoléon fue reelegido automáticamente para un nuevo mandato como presidente. A todos los efectos, ahora ostentaba todo el poder de gobierno de la nación.
La república autoritaria resultó ser solo una solución provisional, ya que Louis-Napoléon se dispuso de inmediato a restaurar el Imperio. En menos de un año, tras otro referéndum el 7 de noviembre de 1852, se proclamó el Segundo Imperio Francés. En la fecha simbólica e histórica del 2 de diciembre (aniversario de la coronación de Napoleón I en 1804, y del sol de Austerlitz en 1805), el presidente Luis Napoleón Bonaparte se convirtió en Napoleón III, emperador de Francia.